# أرفيد جيرهارد دام
أرفيد جيرهارد دام (بالسويدية: Arvid Gerhard Damm)‏ هو مهندس ورياضياتي سويدي، ولد في 27 مايو 1869 في Angered ‏ في السويد، وتوفي في 1927.